# Ralph Coates
Ralph Coates (26 de abril de 1946 - 17 de dezembro de 2010) foi um futebolista inglês.